# Sant Andreu
Sant Andreu este un district din Barcelona.

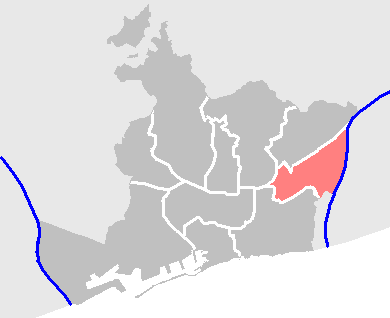
Ditrictul Sant Andreu pe harta Barcelonei